# Cantonul Moÿ-de-l'Aisne
Cantonul Moÿ-de-l'Aisne este un canton din arondismentul Saint-Quentin, departamentul Aisne, regiunea Picardia, Franța.

## Comune
- Alaincourt
- Benay
- Berthenicourt
- Brissay-Choigny
- Brissy-Hamégicourt
- Cerizy
- Châtillon-sur-Oise
- Essigny-le-Grand
- Gibercourt
- Hinacourt
- Itancourt
- Ly-Fontaine
- Mézières-sur-Oise
- Moÿ-de-l'Aisne (reședință)
- Remigny
- Urvillers
- Vendeuil